# اهواکواتزینگو
اهواکواتزینگو (به اسپانیایی: Ahuacuotzingo) یک منطقهٔ مسکونی در مکزیک است که در گررو واقع شده‌است.